# Torpa kommun
Torpa kommun (norska: Torpa kommune) var en kommun i Oppland fylke i Norge. Kommunen omfattade den norra delen av nuvarande Nordre Lands kommun. Byn Åmot utgjorde kommunens centralort.

## Administrativ historik
Torpa kommun upprättades den 1 januari 1914 genom utbrytning ur Nordre Lands kommun. Kommunen hade 2 219 invånare vid upprättandet.
Den 1 januari 1962 gick Torpa kommun, tillsammans med en del av Flubergs kommun, åter upp i Nordre Lands kommun. Kommunens hade då 2 620 invånare.